# Belemnodes scaber
Belemnodes scaber – gatunek kosarza z podrzędu Laniatores i rodziny Manaosbiidae. Jedyny znany przedstawiciel monotypowego rodzaju Belemnodes. Pierwotnie rodzaj umieszczony był w Gonyleptidae, skąd został przeniesiony w 1997 roku przez A. B. Kury'ego.